# Irm Hermann
Irm Hermann (München, 4 oktober 1942 - Berlijn, 26 mei 2020) was een Duitse actrice. 

## Rainer Werner Fassbinder
Hermann behoorde tot de Rainer Werner Fassbinder-clan, een groep trouwe medewerkers van het boegbeeld van de Neuer Deutscher Film. 
Deze clan werd gevormd door onder meer de acteurs Gottfried John, Günter Lamprecht, Günther Kaufmann, Kurt Raab, Ulli Lommel, Hark Bohm, Harry Baer en Volker Spengler en de actrices Brigitte Mira, Hanna Schygulla, Margit Carstensen, Barbara Valentin en Ingrid Caven. Ook director of photography Michael Ballhaus en filmcomponist-acteur-regisseur Peer Raben maakten er deel van uit.
Van meet af aan was Hermann aanwezig in het universum van Fassbinder. Ze debuteerde samen met hem in Der Stadtstreicher en in Das kleine Chaos, zijn twee korte films uit 1966-1967. Van bij het begin werd ze betrokken bij het door Fassbinder en Peer Raben in mei 1968 in München opgerichte Antitheater, een toneelgezelschap opgevat als tegenhanger van het officiële Staatstheater. De eerste tien films van Fassbinder werden geproduceerd onder de naam Antiteater-X-Film, vanaf zijn debuut, het misdaaddrama Liebe ist kälter als der Tod (1969), tot de tragikomedie Pioniere in Ingolstadt (1971).
Fassbinder deed een beroep op Hermann voor zeventien langspeelfilms (waaronder enkele televisiefilms), twee korte films en twee televisieseries. Ze was een vertrouwde verschijning, meestal in bijrollen. Uitzondering hierop vormde haar vrouwelijke hoofdrol in Händler der vier Jahreszeiten (1971). In dit drama baat ze samen met haar man Hans een rondreizende handel in fruit en groente uit. Zij is een kille vrouw die weinig affectie toont, dikwijls zwaarmoedig en wrevelig is en samen met Hans, voor wie ze slechts de tweede keuze was, opgesloten zit in een ongelukkig huwelijk. 
Fassbinder castte haar dikwijls in een dergelijke rol: die van een koude, afstandelijke vrouw die slachtoffer van de liefde wordt en soms aan zelfspot doet. Zo speelde ze in Fontane Effi Briest (1974), de verfilming van Theodor Fontane's gelijknamig meesterwerk, de huishoudster die haar meester, op wie ze verliefd is, met lede ogen met een nieuwe vrouw ziet thuiskomen. 
Ze vulde nog opmerkelijke stevige nevenrollen in, zoals in Katzelmacher (1969), in Die bitteren Tränen der Petra von Kant (1972) en in Angst essen Seele auf (1974). In het drama Katzelmacher was ze een van de Duitse vrouwen die belangstelling koestert voor de Griekse gastarbeider Jorgos, wat zal leiden tot jaloersheid en vijandschap. In het lesbisch drama Die bitteren Tränen der Petra von Kant gaf Hermann gestalte aan de masochistische Marlene, een toegewijd stylist en assistent van een hautaine modeontwerpster die haar liefde negeert en haar behandelt en vernedert als een slavin. In Angst essen Seele auf vertolkte ze de dochter van een oudere Duitse weduwe. Die wordt verliefd op een Marokkaanse gastarbeider en trouwt ten slotte met hem, waarop de harteloze dochter haar moeder voor hoer uitscheldt. 
Tot het midden van de jaren zeventig draaide ze bijna onophoudelijk mee in Fassbinders werk.

## Latere carrière, na Fassbinder
In 1975 stopte Hermann de samenwerking met Fassbinder en vertrok uit München. Ze vestigde zich in Berlijn waar ze haar toneelcarrière uitbouwde aan onder meer de bekende Freien Volksbühne Berlin. Tussendoor werd ze gecast door cineasten als Werner Herzog, Hans W. Geißendörfer en Percy Adlon. 
Naast haar activiteiten in de toneel- en filmwereld werkte Hermann ook regelmatig voor de televisie en de radio (hoorspelen).  

## Privéleven
Hermann trouwde in 1976 met de kinderboekenauteur Dietmar Roberg. Ze hadden twee zonen: Franz (1977) en Fridolin (1981). 
Hermann overleed in 2020 op 77-jarige leeftijd na een korte zware ziekte.

## Filmografie (selectie)
- 1966: Der Stadtstreicher (Rainer Werner Fassbinder) (korte film)
- 1967: Das kleine Chaos (Rainer Werner Fassbinder) (korte film)
- 1969: Liebe ist kälter als der Tod (Rainer Werner Fassbinder)
- 1969: Katzelmacher (Rainer Werner Fassbinder)
- 1969: Die Revolte (televisie)
- 1970: Mathias Kneißl (Reinhard Hauff)
- 1970: Götter der Pest (Rainer Werner Fassbinder)
- 1970: Warum läuft Herr R. Amok? (Rainer Werner Fassbinder)
- 1970: Der amerikanische Soldat (Rainer Werner Fassbinder)
- 1970: Der Pott (televisie)
- 1971: Pioniere in Ingolstadt (Rainer Werner Fassbinder) (televisiefilm)
- 1971: Händler der vier Jahreszeiten (Rainer Werner Fassbinder)
- 1971: Die Ahnfrau - Oratorium nach Franz Grillparzer (televisie)
- 1972: Die bitteren Tränen der Petra von Kant (Rainer Werner Fassbinder)
- 1972:/73 Acht Stunden sind kein Tag (Rainer Werner Fassbinder) (vijfdelige televisieserie)
- 1973: Unternehmen Nordkohl
- 1973: Wildwechsel (Rainer Werner Fassbinder)
- 1973: Die Zärtlichkeit der Wölfe (Ulli Lommel)
- 1973: Ein unheimlich starker Abgang
- 1974: Münchner Geschichten (televisieserie)
- 1974: Nora Helmer (Rainer Werner Fassbinder) (televisiefilm)
- 1974: Angst essen Seele auf (Rainer Werner Fassbinder)
- 1974: Fontane Effi Briest (Rainer Werner Fassbinder)
- 1975: Faustrecht der Freiheit (Rainer Werner Fassbinder)
- 1975: Mutter Küsters' Fahrt zum Himmel (Rainer Werner Fassbinder)
- 1975: Angst vor der Angst (Rainer Werner Fassbinder)
- 1976: Schatten der Engel (Daniel Schmidt)
- 1976: Sternsteinhof
- 1976: Stirb! - Lobster (televisieserie)
- 1977: Frauen in New York (Rainer Werner Fassbinder) (televisiefilm)
- 1979: Woyzeck (Werner Herzog)
- 1979: Der ganz normale Wahnsinn (televisieserie)
- 1980: Endstation Freiheit
- 1980: Berlin Alexanderplatz (Rainer Werner Fassbinder) (14-delige televisieserie)
- 1980: Lili Marleen (Rainer Werner Fassbinder)
- 1981: Heute spielen wir den Boß – Wo geht’s denn hier zum Film? (Peer Raben)
- 1981: Kater Lampe
- 1982: Der Zauberberg (Hans W. Geißendörfer)
- 1982: Fünf letzte Tage (Percy Adlon)
- 1982: Bananen-Paul
- 1982: Der Zappler
- 1982: Das Verschwinden der Harmonie (televisie)
- 1983: Eisenhans (Tankred Dorst)
- 1983: Ediths Tagebuch
- 1983: Die Knapp-Familie (televisieserie, afleveringen 4–5)
- 1983: Die Schaukel
- 1984: Dorian Gray im Spiegel der Boulevardpresse
- 1984: Gespenstergeschichten: Die Brücke nach Fenders
- 1985: Marie Ward – Zwischen Galgen und Glorie (Angelika Weber)
- 1986: Das Totenreich (Karin Brandauer) (televisie)
- 1986: Close up (René Perraudin) (korte film)
- 1986: Tatort: Leiche im Keller
- 1987: Reichshauptstadt – privat
- 1988: Liebling Kreuzberg
- 1988: Der Passagier – Welcome to Germany
- 1988: Zum Beispiel Otto Spalt (René Perraudin)
- 1989: Tatort: Schmutzarbeit
- 1989: Johanna d’Arc of Mongolia (Ulrike Ottinger)
- 1989: Wallers letzter Gang
- 1989: Das Spinnennetz (regie: Bernhard Wicki)
- 1989: Adrian und die Römer (regie: Klaus Bueb, Thomas Mauch)
- 1990: Letztes aus der Da Da eR (Jörg Foth)
- 1990: Das deutsche Kettensägenmassaker (Christoph Schlingensief)
- 1990: The Wild Party
- 1991: Lippels Traum
- 1991: Pappa ante portas
- 1992: Die fliegenden Kinder
- 1993: Motzki – Der Sarg (televisieserie)
- 1993: Grüß Gott, Genosse (televisie)
- 1993: Fünf Millionen und ein Paar Zerquetschte (televisie)
- 1994: Der Gletscherclan (televisieserie)
- 1995: Hades (Herbert Achternbusch)
- 1995: Löwenzahn – Von Pillendrehern und Totengräbern (televisieserie)
- 1995–1996: Ein starkes Team (televisieserie)
- 1995: Zu treuen Händen
- 1995: Victory
- 1996: Willi und die Windzors (Hape Kerkeling)
- 1997: Die 120 Tage von Bottrop
- 1996: Willi und die Windzors
- 1997: Tigerstreifenbaby wartet auf Tarzan
- 1997: Mama ist unmöglich
- 1997: Polizeiruf 110: Über den Tod hinaus
- 1998: Polizeiruf 110: Live in den Tod
- 1998: Das Klopfen
- 1998: Adelheid und ihre Mörder – Leiche vom Dienst
- 1999: Männer und andere Katastrophen
- 1999: Paradiso – Sieben Tage mit sieben Frauen
- 2000: Für mich gab’s nur noch Fassbinder (regie: Rosa von Praunheim)
- 2002: Hamlet – This is your family (regie: Peter Kern)
- 2002: Die Affäre Semmeling
- 2003: Freak Stars 3000 (regie: Christoph Schlingensief)
- 2004: Mein Bruder ist ein Hund (Peter Timm)
- 2004: Einmal Bulle, immer Bulle - Tödliche Leidenschaft (televisieserie)
- 2004: Germanikus (Hanns Christian Müller)
- 2004: Franz
- 2005: Der Mann von der Botschaft (regie: Dito Tsintsadze)
- 2005: Die letzte Schlacht
- 2005: Herzlichen Glückwunsch
- 2005: Unsere zehn Gebote (televisieserie, aflevering 4)
- 2007: TRUST.Wohltat
- 2007: Reine Geschmacksache
- 2008: 10 Sekunden
- 2008: Schokolade für den Chef
- 2008–2011: Die Stein
- 2008: Anonyma – Eine Frau in Berlin (Max Färberböck)
- 2008: Wie in einem anderen Leben
- 2009: Krauses Kur
- 2009: Tatort: Gesang der toten Dinge
- 2009: Die Rosenheim-Cops – Eine Hochzeit und ein Todesfall
- 2010: Doctor’s Diary
- 2011: Krauses Braut
- 2011: Frühling – Für immer Frühling (televisieserie)
- 2012: Herzberg (korte film; Regie: David C. Bunners)
- 2012: Lotta & die großen Erwartungen
- 2013: Mordshunger – Verbrechen und andere Delikatessen – Eine Leiche zum Dessert
- 2013: Die Erfindung der Liebe
- 2015: Der Bulle und das Landei – Goldrausch
- 2016: Eine Sommerliebe zu dritt (regie: Nana Neul)
- 2016: Tatort: Wofür es sich zu leben lohnt
- 2017: Fack ju Göhte 3 (Bora Dagtekin)
- 2018: Zwei Herren im Anzug
- 2018: Labaule & Erben (televisie-miniserie)

## Hoorspelen en reportages
- 1972: Rainer Werner Fassbinder: Keiner ist böse keiner ist gut – Regie: Rainer Werner Fassbinder (hoorspel – BR)
- 1984: Oskar Maria Graf: Unruhe um einen Friedfertigen – Regie: Ulrich Heising (BR/SWF)
- 1994: Steffen Thiemann: Treppenwalzer – Regie: Wolfgang Rindfleisch, Compositie Frank Tröger (ORB)
- 1994: Hermann Mensing: Freiflug nach Pampalonien – Regie: Annette Kurth (WDR)
- 1997: Lothar Trolle: Gott flaniert – Regie en compositie: Klaus Buhlert (D-Kultur)
- 1999: Karl-Heinz Bölling: Das ewige schöne Leben – Regie: Barbara Plensat (SFB/ORB)
- 1999: Volker Braun: Die Geschichte von den vier Werkzeugmachern (mevrouw Meier) – Regie: Jörg Jannings (hoorspel – SFB/ORB/DLF)
- 1999: Christoph Schlingensief: Lager ohne Grenzen – Regie: der Autor (WDR)
- 2000: Arkadij Bartov: Sprechakte – Regie: Christiane Ohaus (RB)
- 2003: Dylan Thomas: Unter dem Milchwald (Mrs. Ogmore-Pritchard) – Regie: Götz Fritsch (hoorspel – MDR)
- 2004: Thomas Bernhard: Elisabeth II – Regie: Ulrich Gerhardt (NDR/ORF)
- 2004: Boris Vian: Das rote Gras – Bewerking en regie: Christiane Ohaus (hoorspel – DLR Berlin/NDR)
- 2005: Jane Bowles: Zwei sehr ernsthafte Damen – Bewerking/regie: Heike Tauch (hoorspel – DLR)
- 2006: Werner Fritsch: Enigma Emmy Göring – Regie: de auteur, compositie: Sam Auinger (SWR), hoorspel van het jaar
- 2006: Almut Tina Schmidt: Die Stunde des Metronoms – Regie: Susanne Krings (WDR)
- 2008: Paul Plamper: Ruhe 1 – Regie: de auteur (WDR), hoorspelprijs van de Oorlogsblinden
- 2009: Inge Braun / Helmut Huber: Werd ich mit Singen deutsch?; Regie: Nikolai von Koslowski (DKultur/RBB)
- 2009: Wolfgang Zander: Das schwarze Haus – Regie: Beatrix Ackers (kinderhoorspel – DKultur)
- 2009: Lorenz Schröter: Armut ist Diebstahl – Regie: Nikolai von Koslowski (reportage – WDR)
- 2010: Beate Dölling: Der Hundekönig von Kreuzberg – Regie: Klaus-Michael Klingsporn (kinderhoorspel – DKultur)
- 2010: Ria Endres: Friedas Schmetterlinge – Regie: Hansgerd Krogmann (HR)
- 2011: Marianne Zückler: Die Läuferin (moeder) – Regie: Andrea Getto (hoorspel – RBB/NDR)
- 2011: Hermann Harry Schmitz: Die Bluse – Regie: Heike Tauch, muziek: Graham Valentine, Jürg Kienberger, Simon Gerber (WDR)
- 2012: Anne Lepper: Hund, wohin gehen wir; Regie: Claudia Johanna Leist (WDR)
- 2013: E. M. Cioran: Vom Nachteil, geboren zu sein – Regie: Kai Grehn (hoorspel – SWR)
- 2015: Wilhelm Genazino: Ein Regenschirm für diesen Tag (Frau Balkhausen) – Bewerking en regie: Lutz Oehmichen/Heike Tauch (hoorspel (3D-Kunstkopf) – RBB)
- 2015: Stephan Kaluza: Tabledance- Regie: Martin Heindel (WDR)
- 2015: Jens Nielsen: Frau Higgins – Anstelle von Erinnerung; Regie: Claude Pierre Salmony (SRF)
- 2019: Irmgard Maenner: Teure Schwalben; Regie: Heike Tauch (hoorspel van de maand november)

## Prijs
Hermann won twee keer de Deutscher Filmpreis voor beste actrice:
- 1972 - Händler der vier Jahreszeiten
- 1983 - Fünf letzte Tage

- Biblioteca Nacional de España: XX4980918
- Bibliothèque nationale de France: cb14186702m (data)
- Gemeinsame Normdatei: 129194719
- International Standard Name Identifier: 0000 0001 0878 5971
- Library of Congress Control Number: nr97034769
- Nationale Bibliotheek van Tsjechië: xx0159586
- Nationale Bibliotheek van Israël: 987007450166405171
- Système universitaire de documentation: 088698882
- Virtual International Authority File: 22352114
- WorldCat: E39PBJqVVdhWqPqPH93cJJRdwC